# Mascarón

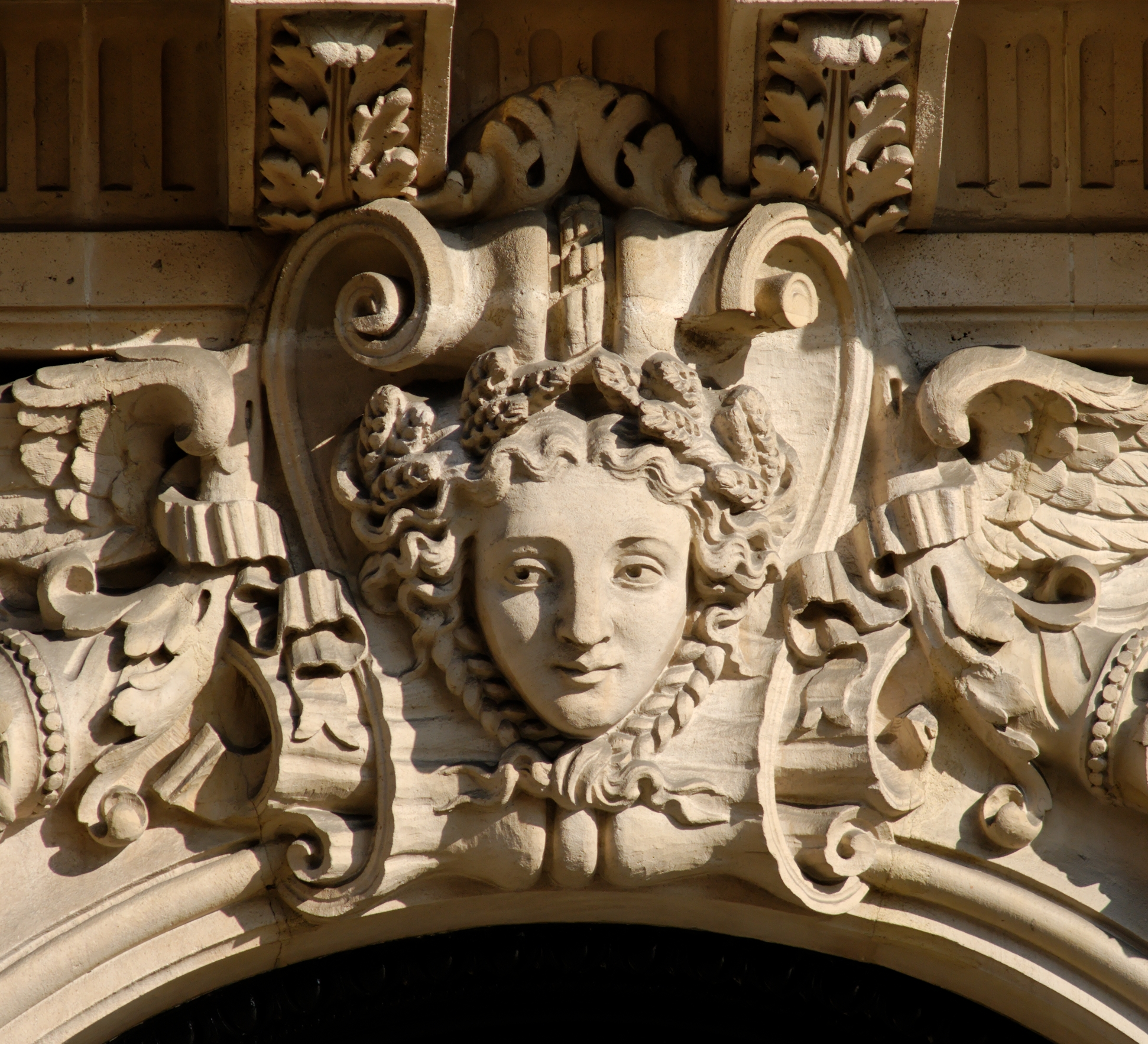
Mascarón.

En arquitectura, se llama mascarón a la cara de piedra o de otra materia que se coloca en las fuentes o en otras obras de arquitectura como debajo de los entablamentos, debajo de los balcones, en la clave de las arcadas, en la abertura de las grutas, etc.
Se les da indistintamente un carácter serio o grotesco. Por lo común son rostros de faunos, sabios, náyades, etc. Los arquitectos de los siglos XVII y XVIII hicieron verdadero uso de mascarones prodigándolos en las fachadas de todos los edificios de aquella época.